# Woman Sitting Down
Woman Sitting Down (em tradução livre, Mulher Sentando-se) é um filme mudo britânico em curta-metragem, realizado em 1887 pelo inventor e fotógrafo Eadweard Muybridge, parte de seu estudo à respeito do movimento.
Não se trata de um filme como entendemos hoje, mas de uma sequência de fotografias dispostas de forma a criar a impressão de movimento.

## Sinopse
Uma mulher completamente nua senta-se em uma cadeira. Assim como em outras produções de Muybridge que fazem parte de seu estudo sobre o movimento dos seres, a nudez é considerada necessária por tornar a locomoção humana mais fácil de ser estudada.